# Begonia platanifolia
Espèce
Begonia platanifolia est une espèce de plantes de la famille des Begoniaceae. Ce bégonia est originaire du Brésil. L'espèce fait partie de la section Latistigma (auparavant dans la section Knesebeckia). Elle a été décrite en 1827 par Heinrich Wilhelm Schott (1794-1865). L'épithète spécifique platanifolia signifie « à feuille de platane ».

## Répartition géographique
Cette espèce est originaire du pays suivant : Brésil.

## Liste des variétés
Selon Tropicos (22 février 2017) (Attention liste brute contenant possiblement des synonymes) :
- variété Begonia platanifolia var. acuminatissima Kuntze
- variété Begonia platanifolia var. ohlendorfiana Rchb. f.